# 북한 (십국)
북한(北漢, 951년 ~ 979년)은 중국 오대십국 시대 10국 중 하나로, 현재 산시성(山西省) 북부를 지배한 나라이다.

## 역사
창시자 유숭(劉崇)은 후한의 창시자 유지원(劉知遠)의 동생이었다. 후한 2대 황제 은제(隱帝)가 휘하 무장 곽위(郭威)에게 살해당하자, 유숭은 임지였던 태원에서 자립하려는 자세를 보였으나, 곽위에 의해 자신의 아들인 유빈(劉贇)이 새로운 황제로 옹립되었기에 자립은 포기하였다. 그러나 그 후 곽위가 유빈을 살해하고 스스로 즉위하여 후주을 건국하자 후한을 북쪽에서 재흥시킨다는 명목으로 스스로 황제의 자리에 올랐다.
황제가 되었지만 단독으로 후주에 대항할 힘이 없었던 유숭은 북쪽의 요나라에게 구원을 요청했고, 이후 요나라의 위성국가로써 요나라의 병력을 가지고 후주와 대립했다. 954년 후주의 곽위가 죽고 시영(柴榮)이 즉위하자, 그 사이를 노리고 다음해 대군을 남하시켜 택주(澤州) 고평(高平)에서 격돌했다. 처음엔 유리하게 전황을 이끌었으나, 후주의 장군 조광윤(趙匡胤)의 분전으로 패배하여 태원으로 후퇴하였고, 얼마안가 유숭은 사망했다.
차남 유균(劉鈞)이 뒤를 이어, 약세를 만회하기 위해 내정에 힘을 기울였으나, 시영에게 957년 영토를 빼앗겼다. 그 후 후주에서는 조광윤에게 선양이 이루어져, 송나라가 탄생하였고, 이 송나라로부터 강한 압력을 받아 국내는 혼란상태에 빠졌다.
968년 유균이 죽자 유숭의 손자이며, 유균의 양자였던 유계은(劉繼恩)이 옹립되었으나 곧 살해당하고, 같은 유숭의 손자이자 유균의 양자였던 유계원(劉繼元)이 제위에 올랐다. 유계원은 환관에게 정치를 맡기고, 제위의 라이벌이었던 혈족을 살해하는 등 정치를 혼란시켰다가 979년 송나라 태종의 친정군의 공격을 받아 항복하여 북한은 멸망했다. 이로써 송나라에 의해 중국통일이 완성되었다. 그 후 유계원은 송나라에서 팽성공(彭城公)이 되어 천수를 살다 죽었다.

## 역대 황제
| 대수 | 묘호             | 시호                | 성명           | 연호                                              | 재위 기간     |
| ---- | ---------------- | ------------------- | -------------- | ------------------------------------------------- | ------------- |
| 1    | 한 세조 (漢世祖) | 신무황제 (神武皇帝) | 유민(劉旻)     | 건우(乾祐) 951년 ~ 954년                          | 951년 ~ 954년 |
| 2    | 한 예종 (漢睿宗) | 효화황제 (孝和皇帝) | 유균(劉鈞)     | 건우(乾祐) 954년 ~ 957년 천회(天會) 957년 ~ 968년 | 954년 ~ 968년 |
| 3    | -                | 소평황제 (少平皇帝) | 유계은(劉繼恩) | 천회(天會) 968년                                  | 968년         |
| 4    | -                | 영무황제 (英武皇帝) | 유계원(劉繼元) | 천회(天會) 968년 ~ 974년 광운(廣運) 974년 ~ 979년 | 968년 ~ 979년 |